# Yolanda V. Fundora
Yolanda V. Fundora (Habana, Cuba 1953) es pintora, grabadora, ilustradora y diseñadora gráfica cubana establecida en Nueva York y Puerto Rico. Obtuvo una beca de la Fundación Ford y una Mención Honorífica de dibujo y pintura en el Ateneo Puertorriqueño. Ha sido partícipe de varias exhibiciones colectivas a nivel nacional e internacional en School of Fine Arts Gallery, Indiana; II Harvard Club Biennal and Auction of Contemporary Puerto Rican Art; VIII Bienal de San Juan del Grabado Latinoamericano y el Caribe; Museo de Arte Moderno de América Latina Washington D. C.; El Museo del Barrio, N.Y.; Wilkov-Goldfedder Gallery, N.Y.; Museo de Arte Contemporáneo de Puerto Rico. Formó parte de la Asociación de Mujeres Artistas de Puerto Rico y fue la diseñadora del primer logo oficial del Museo de Arte Contemporáneo de Puerto Rico. Actualmente continúa con su obra plástica en medios tradicionales y digitales como diseñadora de textiles, libros para niños e ilustración.

## Vida y Obra
Yolanda Victoria Fundora nació en La Habana, Cuba en el 1953 y creció en la ciudad de Nueva York. Estudió pintura y medios experimentales con concentración en métodos de grabado en el College of Visual and Performing Arts en la Universidad de Syracusse, Nueva York. Allí perteneció al colectivo de mujeres artistas que funda "Feminist Art Gallery" y ganó en 1979 la beca de la Fundación Ford con la cual continuó sus estudios en arte. Luego viajó a Puerto Rico donde vivió y produjo arte por 10 años.
En el 1983 tuvo su primera exhibición individual en Puerto Rico titulada Los Colores del Tiempo, en la Liga de Estudiantes de Arte de San Juan, Puerto Rico. En 1985 obtuvo su primera computadora lo que generó un impacto en su producción artística al distanciarla de los medios tradicionales de grabado y pintura para experimentar con el arte digital. Fungió como directora de arte en la agencia de publicidad Peter Fenn Advertiasing y desde 1987 al 1989 fue la ilustradora y diseñadora de productos en Cheryl Johnson Associates en San Juan. Fue en el año 1987 cuando Fundora diseñó el primer logo oficial del Museo de Arte Contemporáneo de Puerto Rico.
En 1989 Fundora realizó las ilustraciones para el Cuaderno de Poesía de Violeta López Suria, publicada por el Instituto de Cultura Puertorriqueña. Tuvo dos grandes exhibiciones en el Museo de Arte Contemporáneo de Puerto Rico en el año 1990 en las que presentó su producción de arte digital. La primera muestra, titulada Arte y Comunicación exploraba las nuevas tecnologías como medio en el arte contemporáneo. En la segunda muestra en el 2004-2005, titulada Hacia una estética digital (enlace roto disponible en Internet Archive; véase el historial, la primera versión y la última). la artista hizo énfasis en las características específicas que la producción digital brinda a las artes visuales.
En 1991 Fundora regresó a Nueva York y actualmente reside en Nueva Jersey.

## Premios y distinciones
- Beca de la Fundación Ford, Universidad de Siracusa, Nueva York, Estados Unidos, 1979.
- Mención de Honor en Dibujo, Ateneo Puertorriqueño, San Juan, Puerto Ruco, 1984.
- Mención de Honor en Pintura, Ateneo Puertorriqueño, San Juan, Puerto Rico, 1989.

## Exhibiciones

### Individuales
- Prints, Westcott Café, Syracusse, Nueva York, 1979.
- Los colores del tiempo, Galería Liga Estudiantes de San Juan, San Juan, Puerto Rico, 1983.
- Arte y Comunicación, Museo de Arte Contemporáneo de San Juan, Puerto Rico, 1991.
- Entorno a la estética digital : El Arte de Yolanda Fundora, Museo de Arte Contemporáneo de San Juan, Puerto Rico.

### Colectivas
- Mujeres Artistas Puerto Rico, Plaza las Américas, Hato Rey, Puerto Rico, 1983-88.

- Arte Antibélico, Exhibición itinerante, Universidad Interamericana, San Germán, Puerto Rico, 1985.
- Cogidas de las manos: Mujeres Artistas de Puerto Rico, Museo de Bellas Artes, San Juan, Puerto Rico, 1986.
- II Congreso de Creación Femenina en el Mundo Hispánico, Universidad de Puerto Rico, recinto de Mayagüez, 1987.
- Arte Filipino e Hispanoamericano, Galería Espiral, Hato Rey, Puerto Rico, 1987.
- Festival de Arte Contemporáneo, Plaza las Américas, Hato Rey, Puerto Rico, 1987.
- Arte bajo el sol, Galería Wilkov-Goldfedder, Nueva York, Estados Unidos, 1988.
- VIII Bienal de San Juan del Grabado Latinoamericano y del Caribe, Arsenal de la Puntilla, Instituto de Cultura Puertorriqueña, San Juan, Puerto Rico, 1988.
- Growing Beyond: Women Artists from Puerto Rico, dirección de Bélgica Rodríguez, Museo de Arte Moderno de Latinoamérica, Organización de Estados Americanos, Washington D. C., EE. UU, mayo de 1988.
- Growing Beyond: Women Artists from Puerto Rico. Curada por Rafael Colón Morales. El Museo del Barrio, New York, N.Y., EE. UU, junio a septiembre de 1988.
- School of Fine Arts Gallery, Universidad de Indiana, Bloomington, Indiana, 1989.
- II Harvard Club Biennal and Auction of Contemporary Puerto Rican Art, Museo de Ponce, Citibank Center, Cupey, Puerto Rico, 1989.
- Arte Actual, Museo de Arte e Historia, San Juan, Puerto Rico, 1989.
- Arte y Comunicación, Museo de Arte Contemporáneo, San Juan, Puerto Rico, 1990.
- Entorno a la estética digital : El Arte de Yolanda Fundora, Museo de Arte Contemporáneo, San Juan, Puerto Rico.

## Colecciones
- Caguas Federal Saving Bank, Caguas, Puerto Rico
- American Arbitration Association, Siracusa, Nueva York
- Museo de Arte Contemporáneo, San Juan, Puerto Rico